# Idut (Schmuckarbeiterin)
Idut (eigentlich Seschseschet) war eine altägyptische Schmuckarbeiterin, die unter Pepi II. in der 6. Dynastie (um 2245–2180 (2254–2194) v. Chr.) des Alten Reiches tätig war.
Idut ist heute in erster Linie durch ihre Mastaba (Grabanlage) im Südosten der Stufenpyramide des Djoser bekannt. Dort wird sie als Schmuckarbeiterin bezeichnet und war demnach wohl als Juwelierin tätig. Damit ist Idut eine von nur wenigen namentlich bekannten künstlerisch tätigen Altägypterinnen neben mehr als 1000 namentlich bekannten künstlerisch tätigen Männern. Sie ist nicht mit der gleichnamigen, aber früher anzusetzenden Prinzessin Seschseschet Idut zu verwechseln, deren Grabanlage ebenfalls in Sakkara gefunden wurde.